# Liste der Monuments historiques in Roizy
Die Liste der Monuments historiques in Roizy führt die Monuments historiques in der französischen Gemeinde Roizy auf.

## Liste der Immobilien
| Bezeichnung       | Beschreibung              | Standort          | Kennzeichnung | Schutzstatus | Datum | Bild           |
| ----------------- | ------------------------- | ----------------- | ------------- | ------------ | ----- | -------------- |
| Kirche Notre-Dame | im 13. Jahrhundert erbaut | Grande Rue (Lage) | PA00078492    | Classé       | 1920  | weitere Bilder |